# Wilhelm Thierkopf
Wilhelm Thierkopf (* 5. Februar 1860 in Magdeburg; † 11. April 1938 ebenda) war ein deutscher Politiker (DVP).

## Leben und Beruf
Nach dem Besuch der Bürgerschule in Magdeburg absolvierte Thierkopf eine Böttcherlehre, die er mit der Gesellenprüfung abschloss. Er bestand die Meisterprüfung, war dann als Böttchermeister in seiner Heimatstadt tätig und wurde schließlich zum Obermeister der dortigen Böttcher-Innung bestimmt. Ab 1900 war er Mitglied der Handwerkskammer Magdeburg, zu deren Vorsitzenden er 1907 gewählt wurde. In den 1920er Jahren war er Mitglied des Vorläufigen Reichswirtschaftsrates.

## Abgeordneter
Thierkopf wurde bei der Reichstagswahl im Mai 1924 in den Deutschen Reichstag gewählt, dem er bis zu seiner Mandatsniederlegung am 31. Juli 1924 angehörte. Im Parlament vertrat er den Wahlkreis Magdeburg.